# Кривское (Курганская область)
Кри́вское — село в Далматовском районе Курганской области. Административный центр Кривского сельсовета.

## История
До 1917 года центр Кривской волости Шадринского уезда Пермской губернии. По данным на 1926 год состояло из 642 хозяйств. В административном отношении являлось центром Кривского сельсовета Ольховского района Шадринского округа Уральской области.

## Население
| 1989 | 2002 | 2010 |
| ---- | ---- | ---- |
| 862  | ↘771 | ↘570 |

По данным переписи 1926 года в селе проживало 2674 человека (1188 мужчин и 1486 женщин), в том числе: русские составляли 100 % населения.